# Георги Василев (Свиленград)
Вижте пояснителната страница за други личности с името Георги Василев.
Георги Василев с псевдоними Георги Куртев и Селвие, Селвий е български революционер, деец на Вътрешната македоно-одринска революционна организация.

## Биография
Роден е в 1880 година в Свиленград, който тогава е в Османската империя. В 1899 година завършва Одринската гимназия „Доктор Петър Берон“, където в 1898 година става член на ВМОРО. Учителства в Свиленград, където е член на околийския комитет на ВМОРО. По-късно се мести в Одрин, където преподава в гимназията „Петър Берон“, и същевременно е секретар на Одринския окръжен революционен комитет от 1900 до 1901 година.
В 1901 година е изпратен като учител в Дедеагачката прогимназия, за да може да наложи влиянието на Одринския окръг над беломорските дейци в Гюмюрджинско и Ахъчелебийско, които се опитват да основат самостоятелен Беломорски революционен окръг. Василев замества дотогавашния организатор Георги Маринов, който се разболява тежко. Василев преустройва съществуващите рволюционни комитети съгласно уставните нареждания и наредбите на правилника на ВМОРО в духа на препоръките на окръжния комитет. Поставя начело на комитетите по-будни и по-дейни хора. Установява връзки с ръководителя на Чепеларския пункт Константин Антонов и в началото на декември на 1901 година се среща с Христо Караманджуков, като двамата решават да се свика сбирка на одринските дейци, на която да се обсъди дейността в Одринско и по възможност ръководството да се поеме от местни легални и нелегални дейци. Тази проектирана сбирка не успява да се осъществи по Коледа в Търново Сеймен, където успяват да пристигнат само Василев, Караманджуков, Лазар Маджаров и Александър Кипров и се провежда по великденските празници на следната година в Пловдив като Пловдивски конгрес.
Делегат е на окръжния конгрес на Петрова нива в 1903 година. През 1905 година е ръководител на пункта на ВМОРО в Хасково.
Внук на Георги Василев е бележитият български оперен певец Асен Василев.